# Guerra di Nuvola Rossa
La guerra di Nuvola Rossa, chiamata anche guerra di Bozeman (Bozeman War) o guerra del Powder River (Powder River War), fu un conflitto svoltosi tra i Sioux Lakota e l'esercito statunitense nei territori del Wyoming e del Montana, dal 1866 al 1868. In questa guerra era in gioco il controllo della Regione del Powder River, nel centro-nord del Wyoming, dove il governo statunitense progettò la costruzione di una linea ferroviaria, la Bozeman Trail, attraverso la quale sarebbe stato possibile creare una via di accesso alle miniere d'oro del Montana.
Questa guerra è oggi più conosciuta come guerra di Nuvola Rossa, dal nome del celebre capo dei Sioux Oglala, Nuvola Rossa (Makphya Luta), artefice di questa lotta contro l'esercito degli Stati Uniti, nell'area centro-settentrionale del Wyoming. Il conflitto terminò col Trattato di Fort Laramie, che assegnò ufficialmente ai Sioux questo territorio e assicurò loro il controllo del Powder River, ma solo provvisoriamente.

## Gli albori della guerra
Nel 1863, con la scoperta dell'oro nell'area di Bannack, nel Montana, si fornì un incentivo ai coloni bianchi per ricercare un percorso sufficientemente agevole per giungere alle miniere d'oro. Alcuni emigranti proposero inizialmente di avviare un progetto ferroviario partendo da Salt Lake City per poter raggiungere il Montana settentrionale; John Bozeman, progettatore della Bozeman Trail, spostò il punto di partenza della linea ferroviaria a Fort Laramie, modifica che avrebbe reso possibile attraversare questo territorio ad est della Regione del Powder River, ai piedi delle montagne di Bighorn, quindi nello Yellowstone e poi spostandosi ancora verso occidente, attraversando il valico che oggi è denominato Bozeman Pass. La pista prevedeva anche il transito sul Powder River, luogo allora assai utilizzato per la caccia da parte dei Sioux; fu successivamente previsto un ulteriore tracciato, la Bridger Trail, ad ovest delle montagne Bighorn, ma era considerato più lungo e perciò meno favorevole.
La Regione del Powder River include, inoltre, numerosi fiumi (il Little Bighorn, il Rosebud River ed il Tongue River), situati a nord delle montagne di Bighorn ed allo Yellowstone. L'insediamento dei bianchi causò in questa regione un diradamento della selvaggina cacciata dai Sioux.
Nel 1865, il maggior generale Grenville M. Dodge, ordinò una spedizione nel Powder River contro i Sioux, i Cheyenne e gli Arapaho; le truppe comandate da Patrick Edward Connor sconfissero gli Arapaho, nella Battaglia del Tongue River. Gli Arapaho superstiti non furono in grado di intraprendere una nuova guerra sul Bozeman Pass e dovettero allearsi con i Sioux per combattere nuovamente l'esercito statunitense.

### Consiglio di Fort Laramie
Verso la fine della primavera del 1866, i Sioux ed il governo statunitense, tennero diverse riunioni presso Fort Laramie, per discutere di un trattato che prevedeva il diritto di passaggio attraverso la Regione del Powder River e la realizzazione di presidi militari permanenti. Mentre la conferenza era già in corso, il Colonnello Henry B. Carrington, comandante del 18º Fanteria, arrivò a Fort Laramie con due battaglioni del suo reggimento (approssimativamente 1300 uomini distribuiti in 16 compagnie), portandosi al seguito gli approvvigionamenti necessari alla costruzione dei manufatti. Aveva ricevuto l'ordine di edificare il forte nella Regione del Powder River, avvalendosi del 2º Battaglione del Reggimento, mentre il 3º Battaglione avrebbe fornito le guarnigioni di presidio lungo la vecchia Oregon Trail, ora chiamata Platte road. Carrington scelse il 2º Battaglione perché, quando ne era stata effettuata la ricostituzione al termine della guerra civile, tutti i veterani prescelti (circa 220) ne avevano già fatto parte.
La Commissione di Pace Americana aveva deliberatamente ingannato i Sioux, in quanto, mentre da un lato offriva loro viveri e sussidi, dall'altro progettava di proseguire la realizzazione del forte lungo il Bozeman Pass. Nuvola Rossa, che era presente al Consiglio, venne a conoscenza del fatto che l'esercito stava inviando ulteriori reparti ed era intenzionato a continuare la costruzione nel territorio Sioux. Nuvola Rossa ed i suoi seguaci lasciarono immediatamente il Consiglio promettendo una nuova guerra nella zona del Powder River.

## La guerra
Nonostante queste minacce, il colonnello Carrington ricevette l'ordine di assumere anche il comando del 7º Reggimento di Cavalleria dell'Iowa e del 13º Cavalleria del Nebraska. Con questi tre reggimenti marciò sul Powder River, alla testa di 750 fanti (500 di loro erano reclute non addestrate) ed approssimativamente 200 soldati di cavalleria; Carrington ripristinò Fort Reno ed avanzò verso nord, fondando Fort Phil Kearny, presso il Piney Creek, nel Wyoming nord-occidentale. Fu poi allestita una terza opera, Fort C. F. Smith, sul Little Bighorn, il 13 agosto.
Nuvola Rossa mandò una coalizione di Sioux, Cheyennes ed Arapaho, annientando le truppe sia di Fort Phil Kearny sia di Fort C.F. Smith, chiudendo efficacemente i vari passaggi sul Bozeman Pass. Carrington si contrappose facendo costruire nuove fortificazioni contro gli indiani; questa strategia non fu irragionevole, ma rese furibondi molti suoi ufficiali, la maggior parte dei quali erano veterani della guerra civile che sapevano che non era semplice sconfiggere in battaglia i pellerossa. Carrington giudicò i suoi uomini dei codardi, ma nel frattempo imparò a rispettare la capacità di combattimento del nemico.

### Attacchi sulla linea ferroviaria
Nel novembre 1866, i capitani William J. Fetterman e James Powell arrivarono a Fort Phil Kearny dalla guarnigione della sede centrale della 18ª Fanteria da Fort Laramie per sostituire molti ufficiali alleviati dal dovere. Diversamente da Carrington, Fetterman aveva partecipato a svariati combattimenti durante la Guerra Civile, ma a nessun combattimento contro gli indiani. Fetterman non era d'accordo con la strategia del colonnello Carrington; si dice che lo considerò "passivo" e si vantò di riuscire, con "soli 80 uomini determinati", a dare una lezione ai guerrieri Sioux nel loro territorio.
Il 6 dicembre 1866 il secondo tenente Horace S. Bingham, comandante della 2º Cavalleria, fu ucciso dagli indiani mentre era a bordo di un treno che fu attaccato dai pellerossa. Il 21 dicembre 1866, fu ancora attaccato un altro treno. Carrington ordinò di fornire maggiore assistenza lungo i vari punti della linea ferroviaria, in particolare presso le Sullivant Hills.

### Battaglia di Fetterman
Nel frattempo a fianco di Nuvola Rossa scese in guerra anche Cavallo Pazzo, forte guerriero Sioux Oglala e successivo capo di quella tribù. Cavallo Pazzo ideò un'imboscata: fungendo da esca, attirò allo scoperto un plotone di 80 soldati, per ironia della sorte comandato proprio dall'irruente capitano Fetterman, che all'improvviso si trovò circondato. Nessuno dei soldati si salvò. I corpi dei caduti in battaglia, compreso quello di Fetterman, a causa della presenza degli indiani non poterono essere recuperati per due giorni. Quando anche il corpo di Fetterman venne recuperato, fu accertata una ferita d'arma da fuoco sulla testa, segno che si era tolto la vita di sua stessa mano per non finir vittima dei Sioux; infatti erano state praticate numerose e gravi mutilazioni sui caduti, le cui notizie furono riportate con grande scalpore sui giornali dell'epoca. L'unica vittima che non subì alcuna mutilazione fu il giovane trombettiere Adolph Metzler, forse in segno di rispetto per aver lottato contro numerosi indiani usando soltanto il suo corno da caccia.
A Fort Phil Kearny il colonnello Carrington fu ingiustamente considerato responsabile della sconfitta e venne sollevato dal comando il 26 dicembre 1866 dal Generale Ulysses S. Grant, che il 25 luglio precedente era stato promosso al grado di generale d'armata e che il successivo, 9 gennaio 1867, venne designato comandante supremo dell'esercito statunitense. Carrington diede le sue dimissioni tre anni dopo, continuando, comunque, ad esprimere consigli per strategie future. Alcune sue prospettive vennero prese in considerazione, ma la maggior parte della compagine militare continuava ad incolparlo della morte di Fetterman.
Si presume che Nuvola Rossa non sia stato presente durante la battaglia di Fetterman, ma fu certamente considerato il principale stratega che progettò l'imboscata; episodio al quale s'ispirò Toro Seduto, nel 1876, quando progettò il piano per la Battaglia di Little Bighorn.

## Trattato di Fort Laramie
Verso la fine dell'estate del 1867, il governo americano decise di terminare la ferrovia transcontinentale creando una biforcazione che avrebbe collegato il Montana con la prima meta studiata, Salt Lake City, oltre a Fort Laramie, passando inoltre per il Bridger Pass.
Alcuni emissari di pace si recarono a Fort Laramie nella primavera del 1868; Nuvola Rossa rifiutò di incontrarsi con questi individui, fino a che il forte di Powder River, Fort Phil Kearny e Fort C. F. Smith non fossero stati abbandonati. E così, nell'agosto 1868 i soldati federali abbandonarono questi forti raggiungendo Fort Laramie.
Nuvola Rossa non arrivò a Fort Laramie fino a novembre. Lì firmò il trattato verso la fine del 1868, che concedeva ai Sioux il controllo del territorio nativo, incluse le Black Hills. Inoltre, furono assegnati anche i territori del Dakota del Sud occidentale. La Regione del Powder River fu dichiarata territorio non utilizzabile per via della riserva Sioux.

## Conseguenza
Nuvola Rossa è ricordato come uno dei più grandi condottieri indiani che opposero fiera resistenza al governo degli Stati Uniti. Rimase con i suoi Sioux fino alla morte, avvenuta nel 1909 e fu seppellito nella riserva indiana di Pine Ridge.
Fetterman e gli altri soldati uccisi nel 1866 furono tumulati presso il cimitero nazionale di Crow Agency, Montana, dove è stato loro eretto un monumento commemorativo.